# Kolitschita
La kolitschita és un mineral de la classe dels fosfats. Rep el nom en honor del Dr. Uwe Kolitsch (1966-), conservador de mineralogia al Museu d'Història Natural de Viena (Àustria), per reconèixer la seva contribució a la mineralogia, en particular a la caracterització de nous minerals, i la cristal·lografia.

## Característiques
La kolitschita és un arsenat de fórmula química PbZn0,5Fe₃(AsO₄)₂(OH)₆. Va ser aprovada com a espècie vàlida per l'Associació Mineralògica Internacional l'any 2008. Cristal·litza en el sistema monoclínic. La seva duresa a l'escala de Mohs és 4.
Segons la classificació de Nickel-Strunz, la kolitschita pertany a «08.B - Fosfats, etc. amb anions addicionals, sense H₂O, amb cations de mida mitjana i gran, (OH, etc.):RO₄ = 4:1» juntament amb els següents minerals: retziana-(Ce), retziana-(La), retziana-(Nd), paulkel·lerita i brendelita.

## Formació i jaciments
Va ser descoberta a l'aflorament de Kintore, a Broken Hill, dins el comtat de Yancowinna (Nova Gal·les del Sud, Austràlia). Es tracta de l'únic indret de tot el planeta on ha estat descrita aquesta espècie mineral.